# 里德鎮區 (北達科他州卡斯縣)
里德鎮區（英語：Reed Township）是位於美國北達科他州卡斯縣的一個鎮區。

## 地方資料
里德鎮區的面積為46.50平方千米，當中陸地面積為46.21平方千米，而水域面積為0.29平方千米。根據2020年美國人口普查的數據，當地共有人口1056人，而人口密度為每平方千米22.71人。